# Małgorzata Hołub
Małgorzata Hołub-Kowalik (Koszalin, 30 ottobre 1992) è una velocista polacca.

## Palmarès
| Anno | Manifestazione  | Sede           | Evento        | Risultato  | Prestazione | Note                                     |
| ---- | --------------- | -------------- | ------------- | ---------- | ----------- | ---------------------------------------- |
| 2010 | Mondiali U20    | Moncton        | 4×400 m       | 8ª         | 3'42"70     |                                          |
| 2011 | Europei U20     | Tallinn        | 4×400 m       | Argento    | 3'35"35     |                                          |
| 2013 | Europei U23     | Tampere        | 400 m piani   | 4ª         | 52"28       | Miglior prestazione personale            |
| 2013 | Europei U23     | Tampere        | 4×400 m       | Oro        | 3'29"74     |                                          |
| 2013 | Mondiali        | Mosca          | 4×400 m       | Batteria   | 3'29"75     |                                          |
| 2014 | Mondiali indoor | Sopot          | 400 m piani   | Batteria   | 53"07       |                                          |
| 2014 | Mondiali indoor | Sopot          | 4×400 m       | 4ª         | 3'29"89     |                                          |
| 2014 | World Relays    | Nassau         | 4×400 m       | 5ª         | 3'27"37     |                                          |
| 2014 | Europei         | Zurigo         | 400 m piani   | 5ª         | 51"84       | Miglior prestazione personale            |
| 2014 | Europei         | Zurigo         | 4×400 m       | 5ª         | 3'25"73     |                                          |
| 2015 | Europei indoor  | Praga          | 400 m piani   | Batteria   | 53"31       |                                          |
| 2015 | Europei indoor  | Praga          | 4×400 m       | Bronzo     | 3'31"90     |                                          |
| 2015 | World Relays    | Nassau         | 4×400 m       | 5ª         | 3'29"30     |                                          |
| 2015 | Universiadi     | Gwangju        | 400 m piani   | Argento    | 51"93       | Miglior prestazione personale stagionale |
| 2015 | Universiadi     | Gwangju        | 4×400 m       | Oro        | 3'31"98     |                                          |
| 2015 | Mondiali        | Pechino        | 400 m piani   | Batteria   | 51"74       | Miglior prestazione personale            |
| 2015 | Mondiali        | Pechino        | 4×400 m       | Batteria   | 3'32"83     |                                          |
| 2016 | Mondiali indoor | Portland       | 400 m piani   | Semifinale | 52"73       | Miglior prestazione personale stagionale |
| 2016 | Mondiali indoor | Portland       | 4×400 m       | Argento    | 3'31"15     |                                          |
| 2016 | Europei         | Amsterdam      | 400 m piani   | 5ª         | 51"89       |                                          |
| 2016 | Europei         | Amsterdam      | 4×400 m       | 4ª         | 3'27"60     |                                          |
| 2016 | Giochi olimpici | Rio de Janeiro | 400 m piani   | Semifinale | 51"93       |                                          |
| 2016 | Giochi olimpici | Rio de Janeiro | 4×400 m       | 7ª         | 3'27"28     |                                          |
| 2017 | Europei indoor  | Belgrado       | 400 m piani   | 6ª         | 54"29       |                                          |
| 2017 | Europei indoor  | Belgrado       | 4×400 m       | Oro        | 3'29"94     |                                          |
| 2017 | World Relays    | Nassau         | 4×400 m       | Argento    | 3'28"28     |                                          |
| 2017 | Mondiali        | Londra         | 400 m piani   | Batteria   | 52"26       |                                          |
| 2017 | Mondiali        | Londra         | 4×400 m       | Bronzo     | 3'25"41     |                                          |
| 2017 | Universiadi     | Taipei         | 400 m piani   | Oro        | 51"76       |                                          |
| 2017 | Universiadi     | Taipei         | 4×400 m       | Oro        | 3'26"75     |                                          |
| 2018 | Mondiali indoor | Birmingham     | 4×400 m       | Argento    | 3'26"09     | Record nazionale                         |
| 2018 | Europei         | Berlino        | 400 m piani   | Semifinale | 51"74       |                                          |
| 2018 | Europei         | Berlino        | 4×400 m       | Oro        | 3'27"60     |                                          |
| 2019 | Europei indoor  | Glasgow        | 4×400 m       | Oro        | 3'28"77     |                                          |
| 2019 | World Relays    | Yokohama       | 4×400 m       | Oro        | 3'27"49     | Miglior prestazione personale stagionale |
| 2019 | World Relays    | Yokohama       | 4×400 m mista | 5ª         | 3'20"65     |                                          |
| 2019 | Mondiali        | Doha           | 4×400 m       | Argento    | 3'21"89     | Record nazionale                         |
| 2019 | Mondiali        | Doha           | 4×400 m mista | 5ª         | 3'12"33     | Record nazionale                         |
| 2021 | Europei indoor  | Toruń          | 4×400 m       | Bronzo     | 3'29"94     |                                          |
| 2021 | World Relays    | Chorzów        | 4×400 m       | Argento    | 3'28"81     |                                          |
| 2021 | Giochi olimpici | Tokyo          | 4×400 m       | Argento    | 3'20"53     | Record nazionale                         |
| 2021 | Giochi olimpici | Tokyo          | 4×400 m mista | Oro        | 3'09"87     | [ 1 ]                                    |
| 2022 | Mondiali        | Eugene         | 4×400 m       | Batteria   | 3'29"34     |                                          |
| 2022 | Europei         | Monaco         | 4×400 m       | Argento    | 3'21"68     | [ 1 ]                                    |

## Altre competizioni internazionali
2019
- Campionati europei a squadre di atletica leggera ( Bydgoszcz)

2021
- Campionati europei a squadre di atletica leggera ( Chorzów)